# Ним (игра)
Ним је математичка стратешка игра која се игра између два играча који наизменично повлаче потезе. На почетку игре су жетони (шибице, новчићи и сл.) распоређени по стубовима (колонама). При сваком потезу, играч који повлачи потез узима жетоне (бар један), само са једног стуба. Постоји више варијанти ове игре попут нормалног нима (победник је онај играч који узме последњи жетон), мизерног нима (губитник је онај играч који узме последњи жетон), Фибоначијевог нима...
Варијанте Нима су се играле од давнина. Ним какав данас познајемо као и његово име сковао је Чарлс Леонард Боутон са Универзитета Харвард, који је такође развио комплетну теорију игре 1901. године.
На Светској изложби 1940. године у Њујорку приказана је машина Ниматрон која је играла ним. Од 11. маја до 27. октобра 1940. године само је неколицина људи успела да победи машину у том периоду од шест недеља. Они који су то успели, као награду су добили новчић на којем је писало Ним Шампион. То је уједно и једна од првих икад електронских компјутеризованих игара.
Према теорији игара ним спада међу математички решене игре, за било који поченти број колона и жетона у колонама, зато што се може израчунати који играч ће победити и који су победнички потези које он треба да повуче.

## Пример игре
Ово је приказ партије нормалног нима у којој је циљ играча да узму последњи предмет како би победили. Партија се одвија између замишљених играча Алексе и Банета који игру почињу са три колоне (А, Б и В) са по три, четири и пет жетона у колонама редом.
```
А Б В Потези

 

3 4 5 Бане узме 2 жетона из А
1 4 5 Алекса узме 3 жетона из В
1 4 2 Бане узме 1 жетон из Б 
1 3 2 Алекса узме 1 из Б
1 2 2 Бане узме преостали жетон из А, уклањајући на тај начин колону А
0 2 2 Алекса узме 1 из Б
0 1 2 Бане узме 1 из В, остају две колоне са једним жетоном (
У мизерном ниму би узео 2 из В и победио)
             
0 1 1 Алекса узме 1 из Б
0 0 1 Бане узме једини преостали жетон из В и на тај начин побеђује
```

## Различите врсте нима

### Фибоначијев ним
У Фибоначијевом ниму играчи узимају објекте из колона на исти начин као у ниму само што играч који први игра не може узети све објекте из колоне у првом потезу. Још један услов је да у сваком наредном потезу број узетих објеката може бити било који број, али мањи од двоструке вредности узимања из претходног потеза. И ова врста нима се такође може играти на мизеран и нормалан начин.
Друга варијација Фибоначијевог нима је она у којој играчи могу уклонити било који Фибоначијев број објеката из колоне при сваком потезу.

### Грундијева игра
У Грундијевој игри, још једној варијацији нима, сви објетки се налазе у једном стубу. Играчи наизменично деле гомилу на две непразне гомиле различитих величина. На пример гомила од 6 објеката се може поделити на гомиле од 5+1 или 4+2, али не и 3+3. Грундијева игра се такође може играти на мизеран и нормалан начин.

### „21”
„21“ се игра као мизерна игра са било којим бројем играча који редом изговарају број. Први играч каже „1“, а сваки играч заузврат повећава број за 1, 2 или 3, али не може бити већи од 21; играч приморан да каже „21“ губи. Ово се може моделирати као игра одузимања са гомилом 21– н објеката. Победничка стратегија за верзију ове игре са два играча је да увек кажете број који је дељив четворком. Тада је загарантовано да ће други играч на крају морати да каже 21 - тако да у стандардној верзији где се први играч отвара са „1“, почиње губитничким потезом.
Игра „21“ се такође може играти са различитим бројевима, попут „Додајте највише 5; изгубите на 34“.
Пример игре у којој други играч следи победничку стратегију:
```
Играч Број

  1           1
  2           4
  1        5, 6 or 7
  2           8
  1       9, 10 or 11
  2          12
  1      13, 14 or 15
  2          16
  1      17, 18 or 19
  2          20
  1          21
```